# Schizopera fimbriata
Schizopera fimbriata är en kräftdjursart som beskrevs av Sars 1909. Schizopera fimbriata ingår i släktet Schizopera och familjen Diosaccidae. Inga underarter finns listade i Catalogue of Life.